# Observation Island
Observation Island – niezamieszkana wyspa w Archipelagu Arktycznym, w regionie Qikiqtaaluk, na terytorium Nunavut, w Kanadzie. Znajduje się u zbiegu Cieśniny Hudsona i Morza Labradorskiego. Sąsiaduje m.in. z MacColl Island, Lawson Island, Leading Island, Holdridge Island, King Island, Erhardt Island, Clark Island, Niels Island, Dolphin Island, Goodwin Island i Lacy Island.